# Český Rudolec
Český Rudolec település Csehországban, a Jindřichův Hradec-i járásban. Český Rudolec Heřmaneč, Cizkrajov, Dačice, Staré Město pod Landštejnem, Volfířov, Nová Bystřice, Kunžak, Slavonice és Peč településekkel határos. Lakosainak száma 871 fő (2024. január 1.).

## Népesség
A település lakosságának változását az alábbi diagram mutatja:
| Lakosok száma | 2735 | 2542 | 2217 | 1248 | 1106 | 1010 | 914  | 923  | 892  | 871  |
|               | 1869 | 1890 | 1921 | 1950 | 1980 | 2001 | 2017 | 2019 | 2022 | 2024 |